# Edenderry
Edenderry (in irlandese: Eadán Doire) è una cittadina nella contea di Offaly, in Irlanda.
Edenderry fu la sede della prima azienda automobilistica irlandese, l'Alesbury.